# باكس بنك
باكس بانك هو مصرف ألماني يركز على التمويل المسيحي ومقره في مدينة كولونيا. يذكر البنك أنه (بالألمانية: Bank für Kirche und Caritas)‏ أي مصرف الكنيسة والجمعيات الخيرية، وهو مصرف شامل كاثوليكي تعاوني. يتألف أعضاؤه من مؤسسات الكنيسة الرومانية الكاثوليكية وأفراد من المجال الديني. تأسس المصرف كمنظمة مساعدة ذاتية من قبل الكهنة ومن أجلهم في عام 1917 في كولونيا.
تأسس المصرف باعتباره منظمة مساعدة ذاتية من الكهنة للكهنة في 18 أكتوبر عام 1917 في كولونيا. وكانت المنظمة التي سبقتها عام 1905 هي مؤسسة باكس فيرينيغونغ كاثوليشر كليريكير من كولونيا، حيث كان الكهنة يدعمون بعضهم البعض.
جنباً إلى جنب مع مصرف الكنيسة وكاريتاس إي جي بادربورن ومكتب قروض DKM في مونستر ومصرف أبرشية إسن، يعد أحد المصارف الكاثوليكية الأربعة في شمال الراين-وستفاليا. يتألف عملاء المصارف بشكل أساسي من الأبرشيات والرهبانيات والتجمعات الكنسية وخدماتهم الاجتماعية، لكنهم يقبلون عملاءً من القطاع الخاص. على عكس الماضي، يُمكن لغير المسيحيين أن يصبحوا عملاء اليوم.
اعتبارًا من عام 2018 كان لدى المصرف 190 موظفًا في المقر الرئيسي لكولونيا وستة فروع في ألمانيا ومكتب تمثيلي في روما على مقربة من الفاتيكان. ولديه ما يقرب من 30,000 عميل (خاص / مؤسسات).
يركز المصرف على الاستثمار المسؤول اجتماعيًا (مثل استثمارات التمويل المتناهي الأصغر) وإدارة الأصول. يقول المصرف نفسه أن الأخلاق والاستدامة مهمتان لأعماله ويحددان الإجراءات الاقتصادية التي يتخذها في السعي لتحقيق الربح.